# آنتانامبه
آنتانامبه (به لاتین: Antanambe) یک منطقهٔ مسکونی در ماداگاسکار است که در مانانارا شمالی واقع شده‌است. آنتانامبه ۱۸٬۰۰۰ نفر جمعیت دارد و ۱۴ متر بالاتر از سطح دریا واقع شده‌است.